# Polystichum tanacetifolium
Polystichum tanacetifolium là một loài dương xỉ trong họ Dryopteridaceae. Loài này được Lam. & DC. mô tả khoa học đầu tiên năm 1805.
Danh pháp khoa học của loài này chưa được làm sáng tỏ. 